# Vezzi Portio
Vezzi Portio (ligur nyelven Vessi) település Olaszországban, Liguria régióban, Savona megyében. Lakosainak száma 799 fő (2023. január 1.). Vezzi Portio Finale Ligure, Noli, Orco Feglino, Quiliano, Spotorno és Vado Ligure községekkel határos.

## Népesség
A település lakossága az elmúlt években az alábbi módon változott:
| Lakosok száma | 806  | 826  | 799  |
|               | 2017 | 2018 | 2023 |